# Schwaikheim
Schwaikheim là một town in the huyện Rems-Murr thuộc bang Baden-Württemberg nước Đức. Đô thị này có diện tích 9,22 km², dân số thời điểm ngày 31 tháng 12 năm 2006 là 9381 người.